# Bobbie Gentry
Roberta Lee Streeter (Woodland, 27 de julio de 1942), conocida profesionalmente como Bobbie Gentry, es una excantautora estadounidense que destaca como una de las primeras mujeres artistas country en componer y producir su propio material. Sus canciones normalmente se basaban en sus raíces del Misisipi, para componer estampas del Sur de Estados Unidos.

## Características
Gentry se elevó a la fama internacional con el fascinante estilo Gótico Sureño de su balada "Ode to Billie Joe" en 1967. La canción pasó cuatro semanas como Nº 1 en el Billboard Hot 100 y fue cuarta en la lista de fin de año de 1967 y obtuvo su premio Grammy para Mejor Artista Nuevo y Mejor Interpretación Vocal Pop Femenina en 1968. Gentry colocó once singles en el Billboard Hot 100 y cuatro singles en el Reino Unido Top 40. Su álbum Fancy le consiguió una nominación al Grammy a la Mejor Interpretación Vocal Pop Femenina. Después de sus primeros álbumes, tuvo una exitosa carrera de espectáculos de variedades en elLas Vegas Strip. Perdió el interés en la interpretación en la década de los 70, y desde 2010 ha vivido en una comunidad cerrada en el Condado de Shelby, en Tennessee.

## Comienzos
Gentry nació cerca de Woodland en Chickasaw County, Mississippi, como hija única de Robert y Ruby (Bullington) Streeter. Sus padres se divorciaron poco después de su nacimiento, y su madre se mudó a California. Ella fue criada por sus abuelos en una granja en el Condado de Chickasaw. Su abuela cambió una de las vacas lecheras de la familia por el piano del vecino y a los siete años Bobbie compuso su primera canción, "My Dog Sergeant Is a Good Dog". Asistió a la escuela en Greenwood, Mississippi, y comenzó a aprender por sí misma a tocar la guitarra, el bajo, el banjo, y el vibráfono.
Se mudó a Arcadia, California, a la edad de 13 años para vivir con su madre. Gentry se graduó en la Palm Valley School en 1960. Eligió su nombre artístico de la película de 1952 Ruby Gentry, sobre una heroína nacida en la pobreza, pero decidida a hacer un éxito de su vida. Comenzó a actuar en Clubs de Country locales, y alentada por Bob Hope, actuó en una revista en Les Folies Bergeres, un club nocturno de Las Vegas.
Gentry luego se trasladó a Los Ángeles para entrar en la UCLA para cursar estudios de filosofía. Se mantuvo a sí misma con trabajos administrativos y en ocasiones actuando en clubes nocturnos. También trabajó como modelo de moda, y el 29 de junio de 1962, United Press International distribuyó unasfotos suyas posando en traje de baño junto a una segunda modelo, Cheryl Crane, hija de Lana Turner.
Más tarde se matriculó en el Conservatorio de Música de Los Ángeles para desarrollar su composición y sus habilidades interpretativas. En 1964 hizo su debut de grabación en dos dúos "Requiem for Love" y "Stranger in the Mirror" con el cantante de rockabilly, Jody Reynolds. Continúa actuando en cabarets hasta que un ejecutivo de Capitol Records, Kelly Gordon oyó una demo que había grabado en 1967.

## Carrera profesional
En 1967 Gentry produjo su primer single, el tema country rock "Mississippi Delta". Pero fue la balada, "Oda a Billie Joe", con su sonido austero y su letra polémica, la que empezaba a recibir difusión en las emisoras de radio en los EE. UU. Capitol acortando la versión añadió misterio a la canción. Diversas cuestiones surgieron entre los oyentes: por qué  Billie Joe y su novia se tiran del Puente de Tallahatchie, y por qué Billie Joe se suicida. La propia Gentry ha comentado la canción, diciendo que su tema real era la indiferencia:
"Esas preguntas son de importancia secundaria en mi mente. La historia de Billie Joe tiene dos temas subyacentes más interesantes. En primer lugar, la ilustración de un grupo de reacciones de la gente a la vida y la muerte de Billie Joe, y su efecto posterior en sus vidas. En segundo lugar, se muestra la brecha evidente entre la niña y su madre, cuando ambas experimentan una pérdida común (en primer lugar, Billie Joe y además, Papa), y sin embargo, la madre y la hija son incapaces de reconocer su pérdida mutua o compartir su dolor."
La balada coronó el Billboard Hot 100 durante cuatro semanas en agosto de 1967, en pleno verano del amor, se colocó 4ª en la lista de los mejores temas de fin de año y vendió más de tres millones de copias en todo el mundo. La revista Rolling Stone la listó entre las 500 Canciones más grandes de todos los tiempos en 2001. El álbum, Oda a Billie Joe, reemplaza a Sgt. Pepper's Lonely Hearts Club Band en la cima del Top de Álbumes Billboard 200. Gentry Ganó tres Grammy en 1967, incluyendo Artista Nuevo Mejor y  Mejor Interpretación Vocal Femenina. También fue nombrada por la Academy of Country Music, la Most Promising Female Vocalist. En febrero de 1968 Gentry participó en el Festival de la Canción de Sanremo, como una de los dos intérpretes (al lado de Al Bano) de la canción "La siepe" de Vito Pallavicini y Massara. En una competición de 24 canciones, la canción fue calificada para la final de 14 y finalmente quedó colocada novena.
Gentry (junto con muchas otras celebridades) fue una de los dueños originales del equipo de baloncesto de Phoenix Suns.
Su segundo álbum, The Delta Sweete, publicado en 1968, no emparejó el éxito de su primero, pero colocó el tema "Okolona River Bottom Band" en el número 16 del Billboard Hot 100. También colabora en el álbum Bobbie Gentry & Glen Campbell, el cual ganó un disco de oro. Gentry hizo apariciones en programas de TV, en compañía de Glen Campbell, Tom Jones, Andy Williams, Carol Burnett, y Bobby Darin. Entre ellos estuvo su interpretación del tema Cajun "Niki Hoeky" en The Summer Brothers Smothers Show. En 1969 publica Touch 'Em with Love, su álbum más aclamado por la crítica, el cual le dio un número uno en el Reino Unido con "I'll Never Fall in Love Again" escrita por Burt Bacharach y Hal David. En enero de 1970 la canción llegó al número seis del Billboard Hot 100, interpretada por Dionne Warwick.
También en 1970 recibe reconocimiento para su composición "Fancy", que llegó al Núm. 26 en las listas Country de los EE. UU. y al Núm. 31 en las listas de Pop. Gentry dice de la canción:
""Fancy" es mi declaración más fuerte para la liberación de la mujer, si realmente la escuchas. Estoy totalmente de acuerdo con ese movimiento y todos los problemas serios que representan: igualdad, igualdad de remuneración, guarderías y derecho al aborto."
El álbum como la mayoría de sus publicaciones post "Billie Joe", tuvo un éxito comercial modesto. Aun así supuso para Gentry una nominación al Grammy en la categoría de Mejor Vocalista Femenina.

### Actuaciones y trabajo televisivo (1968–1981)
Gentry generó una base de seguidores significativa en el Reino Unido. En 1968/9 Gentry tuvo su serie propia en la BBC-TV en Londres, la cual fue ampliamente difundida en Alemania, Netherlands, Australia y en otros lugares. Más tarde firmó un contrato de un millón de dólares para encabezar su propia Revista de cabaret en Las Vegas que produjo y coreografió ella misma, y para la qué  escribió y arregló la música. Ella dice al respecto:
"Escribir y arreglar toda la música, diseñar los trajes, hacer la coreografía, todo. Soy completamente responsable de ello. Es totalmente mía desde el inicio hasta el final. Originalmente produje "Ode To Billie Joe" y la mayoría de mis otros discos, pero una mujer no tiene muchas posibilidades en un estudio de grabación. El nombre de un productor casi siempre fue puesto en los registros."
En 1969 grabó cuatro programas televisivos especiales para la TV canadiense CFTO. En 1974 presentó un show en la CBS llamado The Bobbie Gentry Happiness Hour, que era su versión del The Glen Campbell Goodtime Hour, también en la CBS. Ese mismo año escribe e interpreta el tema "Another Place, Another Time" para el film, Macon County Line del director Max Baer, Jr.
En 1976, Baer dirigió el largometraje Ode to Billy Joe, el cual estaba basado en su canción y protagonizado por Robby Benson y Glynnis O'Connor. En la película, el misterio del suicidio de Billy Joe es revelado como parte del conflicto entre su amor por Bobbie Lee Hartley y su homosexualidad emergente. Gentry regraba la canción para la película, mientras que Capitol reestrena el registro original. Después de publicar en 1978 un sencillo para Warner Bros. Records, "He Did Me Wrong, But He Did It Right", que no consigue entrar en las listas, Gentry decidió retirarse del negocio del espectáculo. Sus últimas apariciones públicas como intérprete fueron la Noche de Navidad de 1978 como huésped en The Tonight Show Starring Johnny Carson y el 10 de mayo de 1981 en All-Star Salute to Mother's Day. Después permanece en Los Ángeles y queda fuera del ojo público.

## Vida personal
Gentry se ha casado tres veces. Su primer matrimonio fue con el magnate de casinos Bill Harrah el 18 de diciembre de 1969, que acabó en divorcio el 16 de abril de 1970. Después se casa con un hombre de negocios llamado Tom Toutant en 1976 y otra vez se divorcia en menos de un año. Finalmente se casa con el cantante y comediante Jim Stafford el 15 de octubre de 1978 y se divorciaron al cabo de un año, después del nacimiento de su hijo Tyler. No ha vuelto a casarse. De 1968 hasta 1987, fue copropietaria de los Phoenix Suns.
En 2016 un reportero del Washington Post indicó que actualmente vive a dos horas en coche del sitio del puente sobre el rio Tallahatchie que la hizo famosa.

## Arte
En la atmósfera social de 1967, la canción de Bobbie Gentry  "Oda a Billie Joe" destacó por su simplicidad e integridad. Gentry fue una de las primeras artistas country en escribir y producir su propio material. Típicamente sus canciones tienen características autobiográficas.

## Legado
Beth Orton grabó una canción titulada "Bobby Gentry" incluida en su álbum The Other Side of Daybreak. También Jill Sobule grabó "Where Is Bobbie Gentry?" para su álbum California Years. De su composición "Fancy" de 1969, Reba McEntire, hizo una versión en 1991 que fue un hit.
El productor y cantante Joe Henry, en una entrevista de 2011,dijo que la Oda era "una forma increíblemente hábil de escribir en la manera en que aquella historia está desdoblada... coloca el carácter en un momento, y entonces la historia comienza justo para desdoblarse alrededor de él", y dijo que era una canción que le influyó temprano en su vida cuando la escuchó en la radio.
El 14 de mayo de 2012, BBC Radio 2 en UK difundió un documental titulado Whatever Happened to Bobbie Gentry?, presentado por la cantante country Rosanne Cash.

## Discografía

### Álbumes
| Año  | Álbum                                                                               | posiciones | posiciones | posiciones | posiciones | Certificaciones (sales thresholds) |
| Año  | Álbum                                                                               | US Country | US         | CAN        | UK         | Certificaciones (sales thresholds) |
| ---- | ----------------------------------------------------------------------------------- | ---------- | ---------- | ---------- | ---------- | ---------------------------------- |
| 1967 | Ode to Billie Joe - Label: Capitol T/ST-2830                                        | 1          | 1          | —          | —          | - US: Gold                         |
| 1968 | The Delta Sweete - Label: Capitol ST-2842                                           | —          | 132        | —          | —          |                                    |
| 1968 | Local Gentry - Label: Capitol ST-2964                                               | —          | —          | —          | —          |                                    |
| 1968 | Bobbie Gentry and Glen Campbell (with Glen Campbell) - Label: Capitol ST-2928       | 1          | 11         | 8          | 50         | - US: Gold                         |
| 1968 | Way Down South - Label: EMI MFP-5006                                                | —          | —          | —          | —          |                                    |
| 1969 | Touch 'Em with Love - Label: Capitol ST-155                                         | 42         | 164        | —          | 21         |                                    |
| 1969 | Greatest - Label: Capitol SKOA-381                                                  | —          | 180        | —          | —          |                                    |
| 1970 | Fancy - Label: Capitol ST-428                                                       | 34         | 96         | 79         | —          |                                    |
| 1970 | I'll Never Fall in Love Again - Label: Capitol ST 21609                             | —          | —          | —          | —          |                                    |
| 1970 | Bobbie Gentry Portrait - Label: Capitol 5C-054                                      | —          | —          | —          | —          |                                    |
| 1971 | Patchwork - Label: Capitol ST-494                                                   | —          | 221        | —          | —          |                                    |
| 1971 | Sittin' Pretty - Label: Capitol ST-705                                              | —          | —          | —          | —          |                                    |
| 1971 | Tobacco Road - Label: Capitol SF-706                                                | —          | —          | —          | —          |                                    |
| 1971 | Your No 1 Fan - Label: Capitol SLAO-6715                                            | —          | —          | —          | —          |                                    |
| 1983 | All I Have to Do Is Dream (with Glen Campbell) - Label: Capitol MFP-5600            | —          | —          | —          | —          |                                    |
| 1990 | Bobbie Gentry's Greatest Hits - Label: Curb D2-77387                                | —          | —          | —          | —          |                                    |
| 1994 | The Best of Bobbie Gentry - Label: Capitol CDMFP 6115                               | —          | —          | —          | —          |                                    |
| 1995 | Bobbie Gentry – The Hit Albums - Label: DISKY HA-860502                             | —          | —          | —          | —          |                                    |
| 1998 | The Golden Classics of Bobbie Gentry - Label: Collectibles CD 5862                  | —          | —          | —          | —          |                                    |
| 2000 | The Capitol Years: Ode to Bobbie Gentry - Label: EMI 7243                           | —          | —          | —          | —          |                                    |
| 2002 | An American Quilt 1967–1974 - Label: Raven 1302                                     | —          | —          | —          | —          |                                    |
| 2004 | Chickasaw County Child: The Artistry of Bobbie Gentry - Label: Shout! Factory 32278 | —          | —          | —          | —          |                                    |
| 2008 | The Very Best Of Bobbie Gentry - Label: Nashville Catalog                           | —          | —          | —          | —          |                                    |